# Margaret Urlich
Margaret Urlich (Auckland, 24 gennaio 1965 – 22 agosto 2022) è stata una cantante neozelandese.

## Biografia
Nata nella più popolosa città neozelandese, Margaret Urlich iniziò la sua carriera negli anni '80 come cantante del complesso new wave Peking Man, con cui pubblicò un album e tre singoli a metà decennio.
Successivamente si trasferì in Australia, dove registrò il suo primo album da solista, Safety in Numbers, uscito nel 1989. Il disco raggiunse la 4ª posizione nella classifica neozelandese e la 5ª in quella australiana, e venne certificato triplo disco di platino dall'Australian Recording Industry Association con oltre 210 000 copie vendute a livello nazionale. Venne premiata agli ARIA Music Awards del 1991 come migliore artista emergente. Il suo singolo di debutto Escaping divenne in Nuova Zelanda il primo singolo di una cantante donna neozelandese a raggiungere il primo posto nella classifica nazionale.
Nel 1992 la cantante pubblicò il suo secondo album, Chameleon Dreams, che ricevette un disco di platino in Australia. Lo stesso anno fu proclamata artista neozelandese di maggiore successo ai World Music Awards a Monte Carlo.
Il suo terzo album The Deepest Blue, uscito nel 1995, entrò nella top 20 delle classifiche di Australia e Nuova Zelanda, mentre il quarto disco, Second Nature, composto da cover di canzoni simbolo del suo paese d'origine e pubblicato a fine millennio, debuttò all'11º posto in Nuova Zelanda.
Dopo aver combattuto un cancro per 2 anni, è morta il 22 agosto 2022 nelle Southern Highlands, nel Nuovo Galles del Sud, circondata dalla sua famiglia.

## Discografia

### Album in studio
- 1989 – Safety in Numbers
- 1992 – Chameleon Dreams
- 1995 – The Deepest Blue
- 1999 – Second Nature

### Album live
- 1994 – Live

### Singoli
- 1989 – Escaping
- 1990 – Only My Heart Calling
- 1990 – Number One (Remember When We Danced All Night)
- 1991 – Guilty People/Give Me Some Credit
- 1992 – Boy in the Moon
- 1992 – Human Race
- 1993 – (I Don't Want to Be) Second Best
- 1993 – Burnt Sienna
- 1993 – Man Overboard
- 1993 – Where Is the Love (con Rick Price)
- 1994 – I Don't Know How to Love Him
- 1994 – All by Myself
- 1995 – Gonna Make You Mine
- 1995 – Every Little Thing
- 1996 – All for the Love